# Robert Schiel
Robert Schiel (Dudelange, 26 d'octubre de 1939) és un exesgrimista luxemburguès. Competí als Jocs Olímpics de 1960, 1972 i 1976. Fou escollit Esportista Luxemburguès de l'Any de 1973.